# Александров Юрій Володимирович
Юрій Володимирович Александров (1934—2016) — радянський і український астрофізик, завідувач кафедри астрономії Харківського національного університету імені В. Н. Каразіна (1977—2004), лауреат Премії НАН України ім. акад. М. П. Барабашова (1988).

## Життєпис
Народився в Херсоні. У 1957 році закінчив Харківський державний університет за спеціальність «Астрономія». Після цього працював у Харківському автомобільно-дорожньому інституті (1957—1960) і Харківському вищому авіаційно-інженерному військовому училищі (1960–66).
Закінчивши аспірантуру кафедри астрономії Харківського державного університету, у 1965 році захистив кандидатську дисертацію «Результати поверхневої фотографічної фотометрії Юпітера». З 1967 року працює на кафедрі астрономії Харківського університету: старшим викладачем (з 1967), доцентом (з 1968), завідувачем кафедри (з 1977), професором (з 2004). Викладав в університеті загальну й зоряну астрономію, небесну механіку, історію астрономії, теоретичну механіку.
Ступінь кандидата фізико-математичних наук отримав у 1966 році, звання професора у 1982 році.
Основні наукові результати Александрова належать до фізики планет, особливо фізики планетних атмосфер. Він визначив оптичні характеристики смуг Юпітера, визначив оптичні характеристики атмосфери Марса під час пилової бурі 1971 року, розробив фотометричні моделі Марса й Місяця, передбачив існування коричневих карликів як проміжного класу об'єктів між зірками й планетами.

## Відзнаки
- Золота медаль ім. М. Келдиша Федерації космонавтики СРСР (1987)
- Премія НАН України ім. акад. М. П. Барабашова (1988)
- На честь Александрова названо астероїд 18751 Юалександров. В описі найменування пояснено, що Александров є «шанованим учителем» і «автором „Фізики планет“, „Небесної механіки“ й інших університетських підручників». Назва запропонована Дмитром Лупішком і Юрієм Шкуратовим[5].

## Праці
- Введение в физику планет. К., 1982;
- Небесна механіка. К., 1994;
- Александров Ю. В. Фізика планет. — Київ : ІЗМН, 1996. — 423 с.
- Астрономія: Історико-методологічний нарис. К., 1999.
- Євсюков М. М., Александров Ю. В. Хімія і геологія планет. — Харків : Крок, 2000. — 190 с. — ISBN 966-623-008-9.
- Александров Ю. В., Шевченко В. Г. Астрофізика. — Харків : ХНУ імені В. Н.Каразіна, 2016. — 252 с. — ISBN 978-966-285-315-5.